# Mónica Calle
Mónica Calle (Madrid, 5 de septiembre de 1966) es una actriz y directora portuguesa, de la Casa Conveniente, grupo de teatro fundado en 1992). Galardonada por la Sociedad Portuguesa de Autores y la Asociación Portuguesa de Críticos de Teatro.

## Trayectoria profesional
A lo largo de su carrera Mónica Calle no solo se ha dedicado al teatro, también ha participado en películas de Raul Ruíz, Luis Fonseca y Joao Botelho. En el terreno de la pedagogía no solo se centra en la formación de actores profesionales, también trabaja con actores no profesionales y grupos de integración social. Los creadores que más marcaron su trayectoria en el teatro fueron Pina Bausch (coreógrafa) y Tadeusz Kantor (director y teórico). No se siente identificada con su generación. El trabajo de Mónica Calle se centra en el equilibrio entre el componente experimental, manipulando el cuerpo de los intérpretes como un material expresivo unido al resto de "factores" teatrales, y una reflexión sobre la percepción de los espectáculos. Una de las primeras cuestiones que se plantea Mónica Calle en la creación de sus espectáculos es la relación con el público, la unión entre espectador y artista para llegar, juntos, a un encuentro diario. Algunos de los dispositivos utilizados obligan al espectador a acceder a sus trabajos de forma inédita, por ejemplo manteniendo al público completamente a oscuras en Rua de sentido Único en 2002.  
En 1992 fundó el grupo teatral Casa Conveniente. Su primer espectáculo fue Virgem Doida. Menina Júlia, Jogos de Noite y Os Dias que nos Dão, de Luís Fonseca, y Os Paraísos do Caminho Vazio de Rosa, de Liksom, marcaron la primera década del grupo teatral.
En 2010 rodó O Filme do Desassossego, de João Botelho, y en 2011 el cortometraje A Divisão Social do Trabalho Segundo Adam Smith, dirigido por Fátima Ribeiro. Fue nominada a la XVII Gala de los Globos de Oro en 2012 por su papel en la obra Recordações de uma Revolução, de Casa Conveniente.
En 2015 apareció en la película Gris y negro, de Luís Filipe Rocha. Por este papel fue nominada al Premio Autores, CinEuphoria, Premios Aquila y Globos de Oro.
En 2017 debutó en el Teatro Nacional D. Maria II con la obra Ensaio para uma Cartografia. Vuelve a la televisión en la telenovela del SIC Paixão.

## Filmografía

### Televisión
| 1999/2000 | A Lenda da Garça | Telenovela | RTP | [ 1 ] |
| 2009/2010 | Ele é Ela        | Série      | TVI |       |
| 2012      | Maternidade      | Série      | RTP |       |
| 2016      | Os Boys          | Série      | RTP | [ 2 ] |
| 2017      | Paixão           | Telenovela | SIC |       |

### Teatro
Entre sus creaciones cabe destacar:
- 1992 - Virgem Doida, de Amadeu Neves.
- 1994 - Jogos de Noite, escenificada por ella.
- 1997 - Crónicas (CCB) escenificada por ella, a partir de um texto de António Lobo Antunes.[3]
- 1998 - Os Paraísos do Caminho Vazio" (Culturgest), escenificada por ella, texto de Rosa Liksom.
- 1999 - Os dias que nos dão, de Luís Fonseca, escenificada por ella.
- 2000 - Bar da meia noite, escenificada por ella a partir de textos de Fiama Hasse Pais Brandão.
- 2001 - As lágrimas amargas de Petra von Kant, texto de R.W. Fassbinder, escenificada por ella.[4]
- 2002 - Três Irmãs que importância é que isto tem?, escenificada a partir de textos de Tchékhov[3]
- 2003 - Un dia Virá, estreada no CCB, escenificada por ella a partir de Beckett.[5]
- Luz Interior, de Mónica Calle en cocreación con Rita Só e Carlos Pimenta, a partir de textos de Peter Handke
- 2006 - Lar Doce Lar, en el Festival WAY que se celebró en el LUX en Lisboa.[6]
- 2007 - Este é o meu corpo, A Última Gravação de Krapp, no sólo escenificó, sino que también interpretó y diseñó la escenografía y el vestuario de este monólogo.[7]
- 2010 - Inferno, a partir de textos de August Strindberg.[3]
- 2012 - Recordações de uma Revolução, a partir da peça A Missão de Heiner Müller.[8][9]
- 2013 - Os Meus Sentimentos, criada a partir de textos de Dulce Maria Cardoso.[10][11]
- 2017 - Ensaio para uma Cartografia, espectáculo criado por Calle que se inspirou no texto de Bertolt Brecht, Os sete pecados mortais dos pequenos burgueses.[12]
- 2021 - A Carta.[13]
- 2021 - O Escuro que te Ilumina ou as Últimas Sete Palavras de Cristo
- 2021 - Noite Fechada, criada a partir de textos de Edgar Alan Poe e Fiama Hasse Pais Brandão

### Cine[2][14][15]
- 1990 - O Pomar, curta-metragem de Luis Fonseca
- 1992 - Lumen, curta-metragem

- 1993 - Aqui na Terra, de João Botelho
- 1994 - Casa de Lava, de Pedro Costa
- 1994 - Fado Majeur et Mineur, de Raúl Ruiz
- 1999 - Chuva, curta-metragem, de Luis Fonseca
- 1999 - Golpe de Asa, curta-metragem
- 2003 - Nós, de Cláudia Tomaz
- 2003 - Antes Que o Tempo Mude, de Luis Fonseca
- 2004 - A Costa dos Murmúrios, de Margarida Cardoso
- 2006 - Absurdistant, de Veit Helmer
- 2007 - Sombras, Um Filme Sonâmbulo, film de João Trabulo basado en la vida de Teixeira de Pascoaes.[16]
- 2008 - Corações Plásticos, curta-metragem de Sérgio Braz d'Almeida
- 2008 - Veneno Cura, de Raquel Freire
- 2010 - Filme do Desassossego, de João Botelho
- 2010 - Insert, curta-metragem de Filipa César e Marco Martins
- 2011 - A Divisão Social do Trabalho: Adam Smith, curta-metragem de Fátima Ribeiro[17]
- 2012 - Esta Casa Ainda Existe, curta-metragem
- 2015 - Cinzento e Negro, de Luis Filipe Rocha
- 2016 - Morning Interim, curta-metragem de João Paulo Simões.[18]
- 2017 - Maria, curta-metragem de Luís Fonseca.

## Premios
1993 - Se7e Revelación de Oro en Teatro (periódico Se7e)
1993 - Premio Actriz Revelación de la Asociación Portuguesa de Críticos de Teatro (APCT) por "Virgem Doida".
2003- Nominada a la mejor actriz de teatro en los Globos de Oro. 
2005 - Mención Especial de la APCT por "Luz/Interior" y  fue nominada a la mejor actriz de cine en los Globos de Oro (SIC/Caras) por la película The Murmuring Coast.
2010 - Mención Especial APCT a Casa Conveniente por el trabajo desarrollado a lo largo de 2009 por la Asociación Portuguesa de Críticos de Teatro.
2012 - Premio Autor SPA en la categoría de Teatro: Mejor espectáculo por "Recordações de uma Revolução". Mención Especial APCT a Casa Conveniente por el Ciclo Heiner Müller 2011.
2014 - Mención Especial "Os meus sentimentos" por la Asociación Portuguesa de Críticos de Teatro.